# Utilisation de boucliers humains par le Hamas
 (novembre 2023).
La mise en forme du texte ne suit pas les recommandations de Wikipédia : il faut le « wikifier ».
Les points d'amélioration suivants sont les cas les plus fréquents. Le détail des points à revoir est peut-être précisé sur la page de discussion.
- Les titres sont pré-formatés par le logiciel. Ils ne sont ni en capitales, ni en gras.
- Le texte ne doit pas être écrit en capitales (les noms de famille non plus), ni en gras, ni en italique, ni en « petit »…
- Le gras n'est utilisé que pour surligner le titre de l'article dans l'introduction, une seule fois.
- L'italique est rarement utilisé : mots en langue étrangère, titres d'œuvres, noms de bateaux, etc.
- Les citations ne sont pas en italique mais en corps de texte normal. Elles sont entourées par des guillemets français : « et ».
- Les listes à puces sont à éviter, des paragraphes rédigés étant largement préférés. Les tableaux sont à réserver à la présentation de données structurées (résultats, etc.).
- Les appels de note de bas de page (petits chiffres en exposant, introduits par l'outil «  Source ») sont à placer entre la fin de phrase et le point final[comme ça].
- Les liens internes (vers d'autres articles de Wikipédia) sont à choisir avec parcimonie. Créez des liens vers des articles approfondissant le sujet. Les termes génériques sans rapport avec le sujet sont à éviter, ainsi que les répétitions de liens vers un même terme.
- Les liens externes sont à placer uniquement dans une section « Liens externes », à la fin de l'article. Ces liens sont à choisir avec parcimonie suivant les règles définies. Si un lien sert de source à l'article, son insertion dans le texte est à faire par les notes de bas de page.
- La présentation des références doit suivre les conventions bibliographiques. Il est recommandé d'utiliser les modèles {{Ouvrage}}, {{Chapitre}}, {{Article}}, {{Lien web}} et/ou {{Bibliographie}}. Le mode d'édition visuel peut mettre en forme automatiquement les références.
- Insérer une infobox (cadre d'informations à droite) n'est pas obligatoire pour parachever la mise en page.

Pour une aide détaillée, merci de consulter Aide:Wikification.
Si vous pensez que ces points ont été résolus, vous pouvez retirer ce bandeau et améliorer la mise en forme d'un autre article.

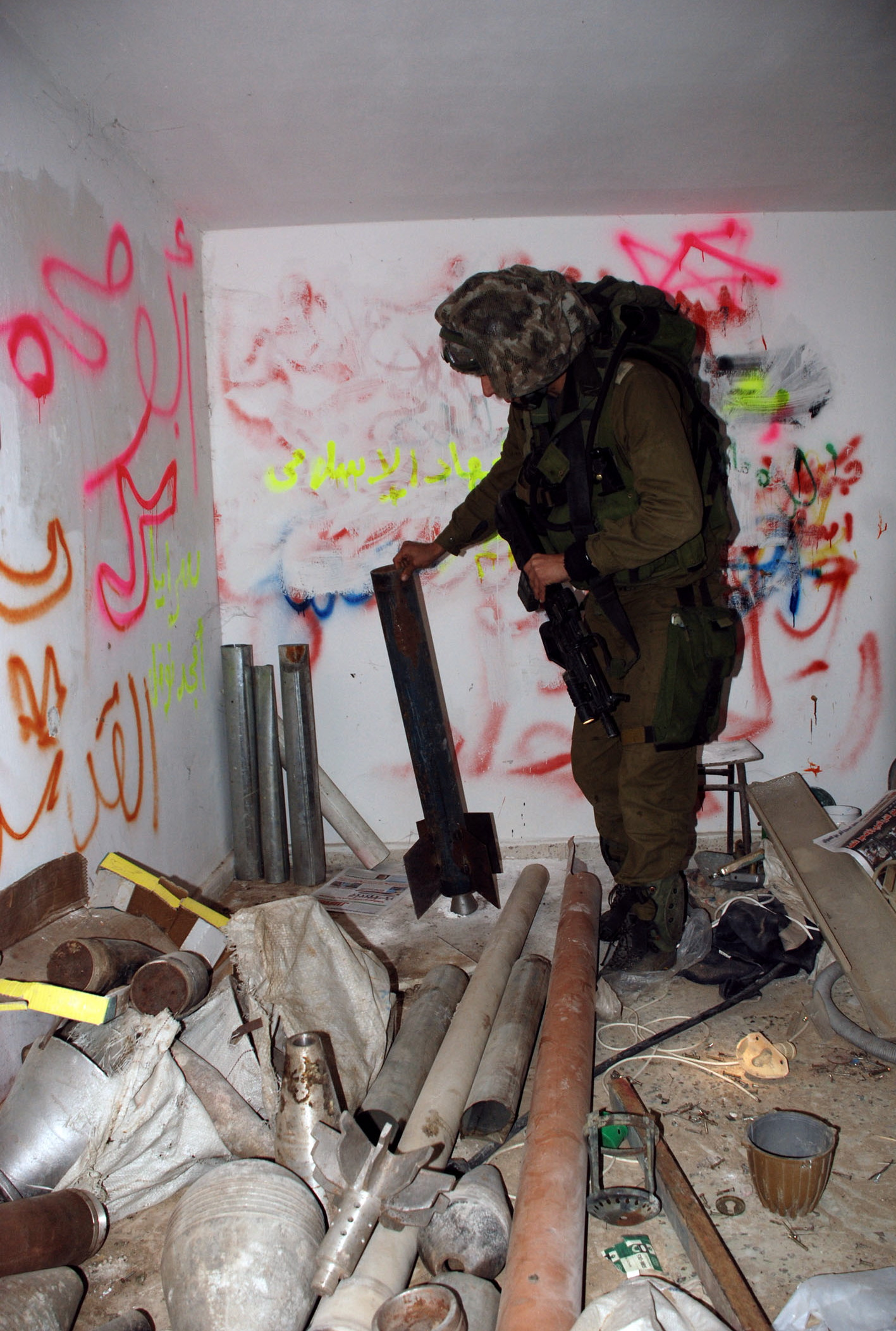
Une arme trouvée par les forces de Tsahal dans une mosquée pendant la guerre de Gaza (2008-2009)

D'après plusieurs entités, dont l'OTAN,, l'ONU, l'UE, les États-Unis,, Israël,, et plusieurs[Lesquels ?] pays européens, le Hamas et d'autres groupes militants palestiniens auraient délibérément employé la population civile de Gaza comme boucliers humains. Cette tactique implique le lancement de roquettes et le positionnement d'infrastructures militaires dans des zones à forte densité civile. Des déclarations attribuées au Hamas indiquent une admission que les victimes civiles sont intentionnelles et serviraient un but stratégique.
Des accusations d'utilisations de civils gazaouis comme boucliers humains cette fois-çi, par l'Armée Israelienne, sont aussi rapportés par le New York Times et quotidien israélien Haaretz .
Des allégations concernant l'utilisation de boucliers humains par des factions palestiniennes, y compris le Hamas, ont été formulées lors des conflits de 2008 et 2014 à Gaza, ainsi que depuis 2023. Dans ce dernier conflit, des sources israéliennes ont fourni des éléments démontrant que le Hamas avait intégré des éléments de son réseau de commandement et des systèmes de tunnels militaires sous des infrastructures civiles, notamment l'hôpital Al-Shifa à Gaza,, et stocké des armes sous l'hôpital Al-Rantisi,,. Durant le conflit, le Hamas aurait encouragé les Palestiniens à rester dans les zones de combat au lieu d'évacuer. Selon un document du Centre d'excellence pour la communication stratégique de l'OTAN, la tactique du Hamas consistant à utiliser des boucliers humains exploiterait deux aspects : la volonté d'Israël de minimiser les pertes civiles et la sensibilité de l'opinion publique occidentale. Cette méthode permettrait au Hamas de placer Israël dans une situation difficile : soit être accusé de crimes de guerre en cas de victimes civiles, soit protéger ses actifs et poursuivre ses opérations si les Forces de défense israéliennes (IDF) limitent leur réponse. Cette approche est décrite dans le rapport comme un exemple de « lawfare » (guerre juridique), l'utilisation de moyens légaux et publics pour combattre un adversaire,.
Néanmoins des journalistes sur place démentent l'utilisation de cette pratique du Hamas, et même qu'il ait été question de forcer les civils à rester dans les zones de combat : Jeremy Bowen (en) de BBC Middle East, Peter Beaumont (en) du Guardian ou encore Kim Sengupta du journal The Independent. Certains déclarent que les boucliers humains utilisés par le Hamas seraient des mythes. Sur la question des tirs de roquettes à proximité d'écoles, d'hôpitaux, de mosquées, d'habitations et de bâtiments de l'ONU, Christophe Ayad, chef du service international du journal Le Monde, minimise la pratique de bouclier humain en estimant qu'il y a sans doute eu des cas de roquettes tirées par le Hamas dans les environs de bâtiments publics, tout en accusant l'armée israélienne de « mauvaise foi certaine » car Gaza est « l'un des territoires les plus densément peuplés au monde ». Le général et diplomate français Philippe Henri Gunet note également que Gaza étant un territoire exiguë et assiégé, les caches d'armes des groupes palestiniens se situent inévitablement dans des zones habitées.

## Histoire

### Guerre de Gaza de 2008-2009
Pendant la guerre de Gaza de 2008-2009, le ministère israélien des Affaires étrangères a affirmé que le Hamas utilisait fréquemment des boucliers humains pour protéger les résidences de ses officiels. En outre, le Centre Israélien d'Information sur les Renseignements et le Terrorisme a accusé le Hamas et d'autres groupes militants de recourir largement à cette tactique afin de dissuader les Forces de Défense Israéliennes (IDF) de les attaquer. L'IDF a diffusé des images qui censées montrer des combattants palestiniens utilisant des ambulances. De son côté, Magen David Adom a déclaré qu'il n'y avait pas d'utilisation d'ambulances du PRCS pour le transfert d'armes ou de munitions.
Dans une analyse d'après-guerre du conflit, Amnesty International a déclaré que « le Hamas et d'autres groupes armés palestiniens ont également violé le droit international humanitaire à Gaza. Ils ont lancé des roquettes et localisé des équipements et des positions militaires près d'habitations civiles, mettant en danger la vie des habitants en les exposant au risque d'attaques israéliennes. Ils ont également utilisé des maisons et des propriétés vides comme positions de combat lors d'affrontements armés avec les forces israéliennes, exposant les habitants des maisons voisines au danger d'attaques ou d'être pris dans des échanges de tirs. ». Amnesty a aussi déclaré que « Cependant, contrairement aux allégations répétées des responsables israéliens de l'utilisation de 'boucliers humains', Amnesty International n'a trouvé aucune preuve que le Hamas ou d'autres combattants palestiniens ont dirigé le mouvement des civils pour protéger des objectifs militaires des attaques. Il n'a trouvé aucune preuve que le Hamas ou d'autres groupes armés ont forcé les résidents à rester dans ou autour des bâtiments utilisés par les combattants, ni que les combattants ont empêché les résidents de quitter les bâtiments ou les zones qui avaient été réquisitionnés par les militants ».
Human Rights Watch déclare n'avoir « trouvé aucune preuve d'un recours systématique par les groupes armés palestiniens à des "boucliers humains" civils lors des tirs de roquettes afin de décourager toute contre-attaque israélienne ».

### Guerre de Gaza 2014
Le Haut-Commissaire des Nations Unies aux droits de l'homme Navanethem Pillay a accusé les militants du Hamas de violer le droit international humanitaire en « localisant des roquettes dans des écoles et des hôpitaux, ou même en lançant ces roquettes depuis des zones densément peuplées ». L'Union européenne a condamné le Hamas, et en particulier a condamné "les appels à la population civile de Gaza à se présenter comme des boucliers humains". Dans une interview de septembre 2014, un officiel du Hamas a reconnu à l'Associated Press que le groupe tirait sur Israël depuis des zones civiles. Il a attribué cette pratique à des "erreurs", mais a dit que le groupe avait peu d'options en raison du paysage encombré de la bande, avec son manque de zones ouvertes. Il a nié les accusations selon lesquelles des roquettes étaient lancées « depuis des écoles ou des hôpitaux alors qu'en fait elles étaient tirées à 200 ou 300 mètres (yards) de distance ». Dans une interview de 2014, le dirigeant politique du Hamas Khaled Mashal a dit à un interviewer de CNN que le groupe n'utilisait pas son peuple comme boucliers humains.
Dans des interviews avec des réfugiés de Gaza, des journalistes de The Independent et de The Guardian ont conclu que c'était un « mythe » que le Hamas forçait les civils à rester dans des zones attaquées contre leur volonté ; de nombreux réfugiés leur ont dit qu'ils avaient refusé de tenir compte des avertissements de l'IDF parce que même les zones qu'Israël avait déclarées sûres pour les réfugiés avaient été bombardées par ses forces,. Le rédacteur en chef du Moyen-Orient de la BBC Jeremy Bowen a également dit qu'il « n'avait vu aucune preuve du Hamas utilisant des Palestiniens comme boucliers humains ». Un document d'Amnesty International (daté du 25 juillet 2014) affirme qu'ils n'ont "pas de preuves à ce stade que des civils palestiniens ont été intentionnellement utilisés par le Hamas ou des groupes armés palestiniens pendant les hostilités en cours pour 'protéger' des lieux ou du personnel militaire ou des équipements des attaques israéliennes". L'évaluation d'Amnesty International était que le droit international humanitaire était clair en ce que « même si des responsables ou des combattants du Hamas ou des groupes armés palestiniens associés à d'autres factions dirigeaient effectivement des civils pour rester dans un lieu spécifique afin de protéger des objectifs militaires des attaques, toutes les obligations d'Israël de protéger ces civils restaient applicables ». L'organisation des droits de l'homme a cependant encore trouvé que des factions palestiniennes, comme dans les conflits précédents, lançaient des attaques depuis des zones civiles.
Le porte-parole du Hamas, Sami Abu Zuhri, a appelé les civils de Gaza sur la télévision Al-Aqsa du Hamas le 8 juillet 2014 à rester dans les zones bombardées par Israël, ce qui a entraîné des accusations de la part d'Israël et d'autres – par exemple de l'Union européenne – que le Hamas incitait les gens à se porter volontaires comme « boucliers humains »,. Pour Amnesty International, cependant, l'appel du Hamas pourrait avoir été « motivé par le désir d'éviter une panique supplémentaire » parmi les civils, compte tenu du manque d'abris à Gaza et du fait que certains civils qui avaient écouté les avertissements de l'IDF avaient été victimes d'attaques israéliennes.
Durant la guerre, Israël a également endommagé des hôpitaux, alléguant qu'ils dissimulaient des "missiles", Une équipe de journalistes finlandais du Helsingin Sanomat travaillant à l'hôpital Al-Shifa de Gaza a rapporté avoir vu des roquettes tirées près de l'hôpital Al-Shifa,,. Cependant, deux médecins norvégiens qui travaillent à l'hôpital depuis des décennies ont nié la présence de militants à proximité, déclarant que le dernier homme armé qu'ils ont vu près du bâtiment était un médecin israélien à l'époque de la Première Intifada. Le Washington Post a décrit l'hôpital Al-Shifa comme un « quartier général de facto pour les dirigeants du Hamas, qui peuvent être vus dans les couloirs et les bureaux ». Nick Casey du Wall Street Journal a tweeté une photo d'un officiel du Hamas utilisant l'hôpital Al-Shifa pour des interviews médiatiques, mais a ensuite supprimé le tweet. Le journaliste franco-palestinien Radjaa Abu Dagg a rapporté avoir été interrogé par un membre armé du Hamas à l'intérieur de l'hôpital Al-Shifa et ordonné de quitter Gaza,,,.
En 2015, The Washington Post a déclaré qu'un rapport d'Amnesty International condamnait les milices palestiniennes pour avoir stocké des munitions dans des structures civiles et pour avoir lancé des roquettes depuis celles-ci, et a rapporté que le lancement d'attaques et le stockage de roquettes « très près des lieux où des centaines de civils déplacés cherchaient refuge » Le rapport indiquait que « les preuves disponibles indiquent que les groupes armés palestiniens ont tiré des roquettes et des mortiers depuis des zones résidentielles pendant le conflit de juillet/août 2014, et qu'à au moins certaines occasions, des projectiles ont été lancés à proximité immédiate de bâtiments civils… d'importantes zones à l'intérieur du territoire de 365 km2 ne sont pas résidentielles, et la conduite des hostilités ou le lancement de munitions depuis ces zones présente un risque moindre de mettre en danger les civils palestiniens… Les groupes armés palestiniens ont stocké des roquettes et autres munitions dans des bâtiments et installations civils, y compris dans des écoles de l'ONU, pendant le conflit… stocker des munitions dans des bâtiments civils ou lancer des attaques à proximité de bâtiments civils, viole l'obligation de prendre toutes les précautions possibles pour protéger les civils des effets des attaques. Mais elles ne constituent pas nécessairement la violation spécifique de l'utilisation de "boucliers humains" selon le droit humanitaire international, qui implique d'utiliser la présence (ou les mouvements) de civils ou d'autres personnes protégées pour rendre certains points ou zones (ou forces militaires) immunisés contre les opérations militaires ». Selon Philip Luther, directeur du programme Moyen-Orient et Afrique du Nord chez Amnesty International, « les preuves suggérant qu'une roquette lancée par un groupe armé palestinien pourrait avoir causé 13 morts civils à l'intérieur de Gaza soulignent à quel point ces armes peuvent être indiscriminées et les conséquences terribles de leur utilisation ». Il a également déclaré que « l'impact dévastateur des attaques israéliennes sur les civils palestiniens pendant le conflit est indéniable, mais les violations d'un côté dans un conflit ne peuvent jamais justifier les violations de leurs adversaires ».
En 2019, un document du Centre d'excellence pour la communication stratégique de l'OTAN a déclaré que le Hamas « utilise des boucliers humains dans les conflits avec Israël depuis 2007, ».

### Guerre à Gaza depuis 2023
Le président américain Joe Biden a déclaré que le Hamas utilisait des Palestiniens innocents comme boucliers humains et a souligné la nécessité de les protéger. Le secrétaire d'État américain, Antony Blinken, a appelé le Hamas à cesser d'utiliser des civils comme boucliers humains. Le secrétaire général de l'ONU, António Guterres, a également déclaré que le Hamas et d'autres factions palestiniennes utilisaient des civils comme boucliers humains.
En octobre 2024,  Israël fut également accusé d'avoir utilisé des civils palestiniens comme boucliers humains à Gaza, provoquant une vive réaction des États-Unis, qui se sont dits 'incroyablement troublés' par ces rapports. L'armée israélienne a nié ces accusations, affirmant respecter les lois internationales, tandis qu'une enquête interne a été annoncée face à la pression internationale.
Lors d'une réunion du Conseil de sécurité de l'ONU sur le Moyen-Orient tenue le 24 octobre 2023, le ministre britannique d'État à la Sécurité, Tom Tugendhat, a affirmé : « Nous savons que le Hamas utilise des civils palestiniens innocents comme boucliers humains ; ils se sont intégrés dans des communautés civiles ». La ministre allemande des Affaires étrangères, Annalena Baerbock, a déclaré : « Nous ne devons pas être dupes du manuel du Hamas », et a souligné « leur utilisation de femmes et d'enfants à Gaza comme boucliers humains, et leur dissimulation d'armes sous des supermarchés, des immeubles d'appartements, et même des hôpitaux ». Philippe Kridelka, Jean Asselborn et Sergiy Kyslytsya, représentant respectivement la Belgique, le Luxembourg et l'Ukraine, ont également exprimé leur condamnation de l'utilisation par le Hamas de civils comme boucliers humains.
Le 13 novembre 2023, 27 nations de l'Union européenne ont conjointement condamné le Hamas pour l'utilisation d'hôpitaux et de civils comme boucliers humains,.

### Utilisation de boucliers humains par l'Armée israelienne
Une enquête du New York Times a revelait que l'armée israélienne utilise des Palestiniens comme boucliers humains à Gaza, les forçant à explorer des maisons ou tunnels potentiellement piégés par le Hamas, une pratique illégale selon le droit international et déjà interdite par la Cour suprême israélienne. Des preuves sont également apportées par Haaretz et Al Jazeera.
Selon une enquête du quotidien israélien Haaretz, l'armée israélienne aurait utilisé des civils gazaouis comme boucliers humains lors du conflit à Gaza, une pratique illégale au regard du droit international. Le Comité international de la Croix-Rouge (CICR) a jugé crédibles au moins neuf témoignages de Palestiniens ayant subi ces exactions. Un médecin gazaoui, Khaled Alser, a rapporté avoir été forcé, après son arrestation à l'hôpital Nasser en mars 2024, de transporter du carburant dans une zone à risque et d'accompagner des patrouilles. L'ONG Physicians for Human Rights a documenté des cas similaires impliquant 23 autres médecins. L'armée israélienne affirme respecter le droit international et interdit l'usage de boucliers humains. La police militaire israélienne a annoncé l'ouverture d'une enquête suite à des pressions internationales.
Dans le cas d'un témoignage rapporté par l'ONG Israelienne Breaking the Silence, un jeune mineur palestinien a été enlevé à sa famille par des soldats Israeliens, forcé à marcher, menotté, dans les ruines de sa ville natale, à la recherche d'explosifs posés par le Hamas dans un appartement piégé.

## Analyse

### Stratégie
Selon un document publié par le Centre d'excellence pour la communication stratégique de l'OTAN, le déploiement tactique de boucliers humains par des entités comme le Hamas tire tactiquement parti de l'engagement d'Israël à réduire les dommages involontaires aux civils et de la sensibilité accrue des publics occidentaux aux victimes non combattantes. Cette approche permet au Hamas de potentiellement accuser Israël de crimes de guerre lorsque les victimes civiles augmentent en raison d'actions intensifiées par les forces de défense israéliennes (IDF), conduisant potentiellement à des sanctions internationales. D'un autre côté, si l'IDF limite ses engagements militaires pour minimiser les victimes civiles, le Hamas gagne un avantage, étant moins exposé aux frappes militaires israéliennes lui permettant de sauvegarder ses ressources et de poursuivre ses activités. De plus, la question des victimes civiles crée souvent des débats internes au sein de la société israélienne, en particulier entre les factions de gauche, qui peuvent critiquer les conséquences de l'opération, et les factions de droite.
Vu comme une forme de « lawfare », cette stratégie consiste à utiliser les cadres juridiques et le sentiment public contre un adversaire, dans le but de saper leur légitimité, d'engager leurs ressources dans des batailles juridiques ou de remporter une victoire dans le tribunal de l'opinion publique.

### Statut juridique
Tous les combattants, y compris les insurgés, sont liés par le droit de la guerre. Louis René Beres a analysé le placement d'actifs militaires au milieu des populations civiles palestiniennes, le catégorisant comme un crime clair et punissable en vertu du droit international. Le placement d'actifs ou de personnel militaires au milieu de populations civiles est considéré comme un acte de perfidie, décrit comme une "violation grave" dans l'article 147 de la quatrième Convention de Genève et interdit par les Règlements de La Haye. De plus, le Protocole I de 1977, complétant les Conventions de Genève du 12 août 1949, contient des interdictions similaires sur la perfidie. Ces réglementations sont appliquées non seulement à travers les traités mentionnés mais aussi via le droit international coutumier, comme indiqué par l'article 38 du Statut de la Cour internationale de justice. A, tel que souligné dans l'article 3, partagé par les quatre Conventions de Genève de 1949.

### Réponses aux accusations israéliennes
Selon Neve Gordon et Nicola Perugini la question de savoir si les civils sont utilisés comme des « boucliers humains » en raison de leur proximité avec les belligérants dépend en grande partie de la question de savoir si les belligérants en question sont des militaires ou des combattants irréguliers : « Les citoyens israéliens à Tel-Aviv ne sont pas classés comme boucliers lorsque le Hamas lance des roquettes en direction du commandement militaire des Forces de défense israéliennes. En revanche, les civils palestiniens sont jetés comme boucliers humains lorsque Israël bombarde des centres de commandement du Hamas et des infrastructures militaires à Gaza. En d'autres termes, si le Hamas tue des civils israéliens, c'est à blâmer, et si Israël tue des civils palestiniens, alors le Hamas est également à blâmer, puisque c'est le Hamas qui a déployé ces civils comme des boucliers ».
Gordon et Perugini commentent la déclaration de Danny Danon, faite au moment où il était ambassadeur israélien auprès de l'ONU, selon laquelle dans lors des manifestations de la frontière de Gaza de 2018-2019 ; selon eux, le fait de présenter les manifestants comme des terroristes ou des boucliers humains effectivement « classe tout Palestinien de Gaza qui participe à des manifestations civiles comme un terroriste qui peut par conséquent être tué » ; ils constatent que l'utilisation de l'accusation de bouclier humain à la fois pendant la guerre et pendant les manifestations civiles a fait « disparaître » l'idée même d'un civil palestinien dans le discours israélien.
Amira Hass, pour qui les médias israéliens dépeignent le conflit d'une manière biaisée, écrivait à propos de l'accusation de bouclier humain : « Si je ne me trompe, le ministère de la Défense est au cœur de Tel-Aviv, tout comme la principale « salle d'essai » de l'armée. Et qu'en est-il de la base d'entraînement militaire à Glilot, près du grand centre commercial ? Et le quartier général du Shin Bet à Jérusalem, à la lisière d'un quartier résidentiel ? … Pourquoi est-ce acceptable pour nous et pas pour eux ? Juste parce qu'ils n'ont pas la capacité phallique de bombarder ces endroits ? ».
Amnesty International, dans son analyse de la guerre de Gaza de 2008, a écrit que s'il n'est pas contesté que les armes et les combattants du Hamas étaient situés dans des zones civiles, cela ne permet pas de parler d'utilisation de boucliers humains. Amnesty International oppose les positions palestinienne et israélienne, déclarant que « la proximité de l'armée et des armes avec les zones civiles n'est pas non plus inhabituelle en Israël. Le quartier général de l'armée israélienne se trouve dans une zone densément peuplée du centre de Tel-Aviv. À Ashkelon, Sderot, Bersheva et dans d'autres villes du sud d’Israël… et ailleurs dans le pays, des bases militaires et d'autres installations sont situées dans ou autour des zones résidentielles, y compris des kibboutzim et des villages ».

## Voir également